# Geronci (general)
Geronci (en llatí: Gerontius) va ser un general romà d'origen germànic (segons alguns britó) a qui l'usurpador Constantí III va nomenar com a comandant del seu exèrcit després de la mort dels seus primers generals Neviogastes i Justinià.
Geronci tenia una bona reputació com a militar i va ser nomenat conjuntament amb el franc Edovinc (Edovinchus). El general Sar (Sarus) al que Estilicó va enviar contra Constantí III, el va assetjar a Viena del Delfinat, però es va retirar quan es va assabentar que Geronci havia estat nomenat, i va tornar a Itàlia l'any 408. A l'estiu d'aquell any, a Itàlia es van reunir les tropes per contraatacar, sota el comandament dels generals d'Honori, emperador a Ravenna. Però Constantí no els va esperar sinó que va dirigir els seus atacs cap a Hispània, on els cosins de l'emperador Honori asseguraven la lleialtat de les províncies per l'emperador, però sembla que alguns nobles volien abraçar el partit de Constantí.
Mentre Estilicó i Sar atacaven des d'Itàlia, Constantí va cridar al seu fill Constant, que era a un monestir, el va nomenar Cèsar, i el va enviar a Hispània amb el general Geronci. Els governants d'Hispània es van decantar definitivament per Constantí quan el partit pro-romà, potser instigat pel govern de Constantinoble, va acusar Estilicó de preparar el lliurament de l'Imperi al rei visigot Alaric I, i va ordir un complot; va esclatar una revolta de tropes a Ticinum (Pavia) el 13 d'agost, que va obligar a Estilicó a refugiar-se en una església a Ravenna, on va ser assassinat en el moment de sortir (després de la promesa que salvaria la vida si sortia) pel cortesà Olimp, sota ordres de l'emperador Honori, el 23 d'agost del 408. El general Sar va abandonar a l'emperador Honori amb els seus homes i van deixar a l'emperador de Ravenna sense cap suport militar rellevant. Així Honori va haver de reconèixer a Constantí com a coemperador (409) i cònsol.
Però l'emperador Honori comptava amb molts suports a Hispània, perquè pertanyia a la dinastia Teodosiana, fundada per l'hispà Teodosi el gran. Uns cosins d'Honori, anomenats Dídim i Verià, van organitzar un exèrcit amb els esclaus i colons de les seves propietats un exèrcit que havien d'alimentar amb el seu patrimoni, i van ocupar els passos Pirinencs, bé per impedir l'arribada de tropes de Constantí o per prevenir un atac bàrbar.
Constantí va elevar a la dignitat d'August al seu fill Constant, nomenant Cèsar a un altre fill anomenat Julià. Dídim i Verià van demanar ajuda a Honori, però aquest es va limitar a concedir honors teòrics. Constant va vèncer a Dídim i al seu germà Teodosiol (Didimus i Teodosiolus) amb facilitat, i altres dos germans, Verià i Lagodi (Verianus i Lagodius) es van escapar a Constantinoble. Les tropes dels caps hispans segurament tenien escassa capacitat combativa.
Constant, que no confiava en les milícies de les províncies d'Hispània (pel que sembla aquestes milícies no van prendre partit en la lluita contra Dídim i Verià) va encarregar la custòdia dels passos pirinencs a uns mercenaris bàrbars d'incert origen, que eren coneguts com els honoriaci, i va donar el comandament al general Geronci, qui, amb el suport de les forces regulars, es va oposar que la missió de vigilància fos encarregada als mercenaris, cosa que va portar a la seva destitució.
Constant va confirmar l'encàrrec als honoriaci. No se sap que va ocórrer, però aquests mercenaris bàrbars, bé fora per negligència, per traïció o per incapacitat, van permetre el pas dels sueus, vàndals i alans cap a Hispània, avançat ja l'any 409 (les dates més probables són el 28 de setembre o el 13 d'octubre). Assolada Hispània, Geronci, suposadament en saber que havia estat nomenat general en cap de Constantí el general Just (Justus), es va rebel·lar i va proclamar Emperador al seu amic el general Màxim, de qui se sap que va encunyar moneda a Bàrcino i que sembla que va tenir residència a Tarraco.
Constant (que va deixar a la seva dona a Cesaraugusta) va fugir a les Gàl·lies amb el seu pare a Arle. Mentre els alans (sota el comandament d'Atax), els asdings (governats per Gunderic), els silings (dirigits per Fridibald) i els sueus (capitanejats pel rei Hermenric), van saquejar les regions per les que passaven. Probablement l'Emperador Màxim (i a través d'ell, Geronci) va pactar amb ells reconeixent-los la condició de federats, i els va cedir totes les províncies d'Hispània llevat de la Tarraconense l'any 410, i encara els van fer servir com aliats en contra de Constantí.
Geronci va reunir a les seves tropes i va passar a les Gàl·lies. Constantí, en una jugada desesperada, va envair Itàlia: un cap anomenat Al·lòbic, volia substituir a Honori per un cap més capacitat i Constantí s'hi va aliar, però la invasió no va reeixir i Al·lòbic va morir. Constantí es va haver de retirar altre cop a la Gàl·lia el 410. Allí les forces de Geronci el van derrotar a Viena del Delfinat i el seu fill Constant va ser capturat i executat. Constantí va quedar assetjat a Arle per Geronci.
El 411 l'Emperador Honori va enviar a la Gàl·lia al Magister Militum Constanci, amb un exèrcit. Geronci es trobava a Arle, on mantenia el setge de Constantí III. Atacat Geronci per Constanci, va haver de fugir a la Tarraconense. El general Constanci va continuar el setge d'Arle, ara per compte d'Honori.
Les tropes de Geronci a la Tarraconense es van rebel·lar i planejaven matar el seu cap. Atacat Geronci per un nombre superior de soldats rebels, es va defensar fins al darrer moment i en va matar molts, però quan va considerar que no se'n podia sortir es va suïcidar, després de matar la seva dona (que Sozomen diu que era cristiana, mentre Geronci era probablement pagà) i el seu fidel servidor alà. L'emperador Màxim es va refugiar segurament amb els aliats bàrbars (probablement amb els alans). L'exèrcit d'Hispània es va sotmetre al general Constanci i, per tant, a l'emperador Honori.